# Giro de Italia 2011
La 94.ª edición del Giro de Italia se disputó entre el 7 al 29 de mayo de 2011 sobre 3469 km (en principio fueron 3494,5 pero la 14.ª etapa se modificó un día antes de disputarse por su peligrosidad y la 21.ª se tuvo que acortar por motivos logísticos), desde Venaria Reale hasta Milán.
Esta edición tuvo tres contrarrelojes (una de ellas por equipos y otra cronoescalada). La primera semana, como habitualmente, fue buena para los esprínters. A partir de la séptima etapa empezó la montaña con una etapa de solo 110 km con llegada en alto que comenzó en Maddaloni. Posteriormente, se entró en Austria en las etapas 13.ª y 14.ª donde se disputaron dos etapas de alta montaña. Además —igual que el año anterior— se pasaron tramos de carretera sin asfaltar, estos fueron en las etapas 5.ª (donde pasaron por los tramos más largos y difíciles), y en las 14.ª y 20.ª (debido a que los altos de Crostis y Finestre respectivamente no se encuentran completamente asfaltados). Sin embargo, finalmente se anuló la ascensión al Crostis debido al mal estado de la bajada (ver sección Supresión del Crostis).
Fue catalogada por la prensa especializada como una de las más difíciles de la historia desde que se hizo pública la ruta de su recorrido, en el mes de octubre de 2010, principalmente por su longitud (3.494,5 km) y su terreno dirigido casi en su totalidad a los escaladores (18 de las 21 etapas tenían dificultades que evitaban el esprint masivo). El recorrido excesivamente exigente y vertical fue catalogado como "brutal" por el director deportivo del Sky, Sean Yates, lo que provocó críticas enfocadas a que para cualquier corredor sería más fácil y beneficioso coronarse campeón del Tour de Francia 2011 en lugar de hacerlo en la presente edición del Giro.
Por primera vez en muchos años se utilizó la catalogación habitual de los puertos (1.ª, 2.ª, 3.ª y 4.ª) en vez de solamente por colores. Pese a ello se siguió sin utilizar la categoría Especial, con lo que la mayoría de puertos estuvieron numerados una categoría por debajo de lo que estarían en otras carreras que utilizan este tipo de catalogación.
En la 3.ª etapa falleció el ciclista belga Wouter Weylandt tras sufrir una durísima caída en el descenso del Passo del Bocco, cerca de Mezzanego (ver sección Fallecimiento de Wouter Weylandt).
En principio el ganador final fue Alberto Contador (que además ganó dos etapas y la clasificación por puntos) pero fue desclasificado como consecuencia del Caso Contador (ver sección Alberto Contador y el Caso Contador). Por lo que el ganador final fue Michele Scarponi (quien además, tras la desclasificación de Contador, se hizo con la clasificación por puntos) seguido de Vincenzo Nibali y John Gadret, respectivamente.
Las otras clasificaciones secundarias fueron para Stefano Garzelli (montaña), Roman Kreuziger (jóvenes), Jan Bakelants (metas volantes) y Astana (equipos).

## Equipos participantes
Iban a participar los 18 equipos de categoría UCI ProTour (al tener obligada y asegurada su participación); más 4 de categoría Profesional Continental donde había 2 fijos que eran el Androni Giocattoli-C.I.P.I. y Farnese Vini-Neri Sottoli, mientras los candidatos para las otras 2 posibles invitaciones serían el Acqua & Sapone, Colnago-CSF Inox y Geox-TMC. Sin embargo, finalmente, la UCI concedió un permiso especial para poder invitar a los 3 candidatos, sobrepasando así el límite de 200 corredores para carreras profesionales.
Tras esta selección tomaron parte en la carrera 23 equipos: los 18 de categoría UCI ProTour; más 5 de categoría Profesional Continental invitados por la organización (Androni Giocattoli-C.I.P.I., Farnese Vini-Neri Sottoli, Acqua & Sapone, Colnago-CSF Inox y Geox-TMC). Formando así un pelotón de 207 ciclistas (la cantidad más alta de equipos y ciclistas en una Gran Vuelta desde la Vuelta a España 2002), con 9 corredores cada equipo, de los que acabaron 159. Los equipos participantes fueron:
| ProTeams (18)- Ag2r La Mondiale - Astana - BMC Racing Team - Euskaltel-Euskadi - Garmin-Cervélo - HTC-Highroad - Katusha - Lampre-ISD - Leopard-Trek - Liquigas-Cannondale - Movistar Team - Omega Pharma-Lotto - Quick Step Cycling Team - Rabobank - Team RadioShack - Saxo Bank-Sungard - Sky ProCycling - Vacansoleil-DCM Equipos continentales profesionales (5)- Acqua & Sapone - Androni Giocattoli-C.I.P.I - Colnago-CSF Inox - Geox-TMC - Farnese Vini-Neri Sottoli |
| |

## Etapas
| Etapa      | Fecha     | Recorrido                                          | type                     | Distancia (km) | Ganador                      | Líder                                |
| ---------- | --------- | -------------------------------------------------- | ------------------------ | -------------- | ---------------------------- | ------------------------------------ |
| 1.ª etapa  | 7 de may  | Venaria Reale – Turín                              | contrarreloj por equipos | 19,3           | HTC-Highroad                 | Marco Pinotti                        |
| 2.ª etapa  | 8 de may  | Alba – Parma                                       | etapa llana              | 244            | Alessandro Petacchi          | Mark Cavendish                       |
| 3.ª etapa  | 9 de may  | Reggio Emilia – Rapallo                            | etapa escarpada          | 173            | Ángel Vicioso                | David Millar                         |
| 4.ª etapa  | 10 de may | Quarto dei Mille – Livorno                         | etapa escarpada          | 216            | etapa cancelada              | David Millar                         |
| 5.ª etapa  | 11 de may | Piombino – Orvieto                                 | etapa escarpada          | 191            | Pieter Weening               | Pieter Weening                       |
| 6.ª etapa  | 12 de may | Orvieto – Fiuggi                                   | etapa escarpada          | 216            | Fran Ventoso                 | Pieter Weening                       |
| 7.ª etapa  | 13 de may | Maddaloni – Montevergine                           | etapa de montaña         | 110            | Bart De Clercq               | Pieter Weening                       |
| 8.ª etapa  | 14 de may | Sapri – Tropea                                     | etapa llana              | 217            | Oscar Gatto                  | Pieter Weening                       |
| 9.ª etapa  | 15 de may | Messina – Monte Etna                               | etapa de montaña         | 169            | José Rujano Alberto Contador | Kanstantsín Siutsou Alberto Contador |
|            | 16 de may | Día de descanso                                    | Día de descanso          |                |                              |                                      |
| 10.ª etapa | 17 de may | Termoli – Teramo                                   | etapa llana              | 159            | Mark Cavendish               | Kanstantsín Siutsou Alberto Contador |
| 11.ª etapa | 18 de may | Tortoreto Lido – Castelfidardo                     | etapa escarpada          | 142            | John Gadret                  | Kanstantsín Siutsou Alberto Contador |
| 12.ª etapa | 19 de may | Castelfidardo – Ravena                             | etapa llana              | 184            | Mark Cavendish               | Kanstantsín Siutsou Alberto Contador |
| 13.ª etapa | 20 de may | Spilimbergo – Grossglockner                        | etapa de montaña         | 167            | José Rujano                  | Vincenzo Nibali Alberto Contador     |
| 14.ª etapa | 21 de may | Lienz – Monte Zoncolan                             | etapa de montaña         | 172            | Igor Antón                   | Vincenzo Nibali Alberto Contador     |
| 15.ª etapa | 22 de may | Conegliano – Fassa Valley                          | etapa de montaña         | 229            | Mikel Nieve                  | Michele Scarponi Alberto Contador    |
|            | 23 de may | Día de descanso                                    | Día de descanso          |                |                              |                                      |
| 16.ª etapa | 24 de may | Belluno – Nevegal                                  | cronoescalada            | 12,7           | Vincenzo Nibali              | Michele Scarponi Alberto Contador    |
| 17.ª etapa | 25 de may | Feltre – Tirano                                    | etapa escarpada          | 230            | Diego Ulissi                 | Michele Scarponi Alberto Contador    |
| 18.ª etapa | 26 de may | Morbegno – San Pellegrino Terme                    | etapa escarpada          | 151            | Eros Capecchi                | Michele Scarponi Alberto Contador    |
| 19.ª etapa | 27 de may | Shrine of Nostra Signora della Guardia – Macugnaga | etapa de montaña         | 209            | Paolo Tiralongo              | Michele Scarponi Alberto Contador    |
| 20.ª etapa | 28 de may | Verbania – Sestriere                               | etapa de montaña         | 242            | Vasil Kiryienka              | Michele Scarponi Alberto Contador    |
| 21.ª etapa | 29 de may | Milán – Milán                                      | contrarreloj individual  | 26             | David Millar                 | Michele Scarponi Alberto Contador    |

## Clasificaciones finales

### Clasificación general(Maglia Rosa)
| \| Clasificación general \| Clasificación general \| Clasificación general \| Clasificación general \| Clasificación general \| \| Ciclista \| Ciclista \| Equipo \| Tiempo \| \| \| --------------------- \| --------------------- \| ----------------------- \| --------------------- \| --------------------- \| \| 1.º \| Alberto Contador \| Saxo Bank-Sungard \| DES \| \| \| 1.º \| Michele Scarponi \| Lampre-ISD \| 84 h 11 min 24 s \| \| \| 2.º \| Vincenzo Nibali \| Liquigas-Cannondale \| + 46 s \| \| \| 3.º \| John Gadret \| AG2R La Mondiale \| + 4 min 07 s \| \| \| 4.º \| Joaquim Rodríguez \| Katusha \| + 4 min 55 s \| \| \| 5.º \| Roman Kreuziger \| Astana \| + 5 min 18 s \| \| \| 6.º \| José Rujano \| Androni Giocattoli-CIPI \| + 6 min 02 s \| \| \| 7.º \| Denís Menshov \| Geox-TMC \| + 6 min 08 s \| \| \| 8.º \| Steven Kruijswijk \| Rabobank \| + 7 min 41 s \| \| \| 9.º \| Kanstantsín Siutsou \| HTC-Highroad \| + 8 min 00 s \| \| \| 10.º \| Mikel Nieve \| Euskaltel-Euskadi \| + 9 min 58 s \| \| \| 11.º \| Hubert Dupont \| AG2R La Mondiale \| + 11 min 56 s \| \| \| 12.º \| Dario Cataldo \| Quick Step \| + 12 min 13 s \| \| \| 13.º \| David Arroyo \| Movistar Team \| + 20 min 46 s \| \| \| 14.º \| Christophe Le Mével \| Garmin-Cervélo \| + 25 min 58 s \| \| \| 15.º \| Johann Tschopp \| BMC Racing Team \| + 29 min 10 s \| \| \| 16.º \| Matteo Carrara \| Vacansoleil-DCM \| + 30 min 58 s \| \| \| 17.º \| Igor Antón \| Euskaltel-Euskadi \| + 31 min 29 s \| \| \| 18.º \| Paolo Tiralongo \| Astana \| + 32 min 11 s \| \| \| 19.º \| Tiago Machado \| Team RadioShack \| + 33 min 49 s \| \| \| 20.º \| Thomas Lövkvist \| Team Sky \| + 37 min 41 s \| \| |                     |                         |                  |
| |                     |                         |                  |
| Fuente: ProCyclingStats |                     |                         |                  |
| Clasificación general |                     |                         |                  |
| Ciclista | Ciclista            | Equipo                  | Tiempo           |
| 1.º | Alberto Contador    | Saxo Bank-Sungard       | DES              |
| 1.º | Michele Scarponi    | Lampre-ISD              | 84 h 11 min 24 s |
| 2.º | Vincenzo Nibali     | Liquigas-Cannondale     | + 46 s           |
| 3.º | John Gadret         | AG2R La Mondiale        | + 4 min 07 s     |
| 4.º | Joaquim Rodríguez   | Katusha                 | + 4 min 55 s     |
| 5.º | Roman Kreuziger     | Astana                  | + 5 min 18 s     |
| 6.º | José Rujano         | Androni Giocattoli-CIPI | + 6 min 02 s     |
| 7.º | Denís Menshov       | Geox-TMC                | + 6 min 08 s     |
| 8.º | Steven Kruijswijk   | Rabobank                | + 7 min 41 s     |
| 9.º | Kanstantsín Siutsou | HTC-Highroad            | + 8 min 00 s     |
| 10.º | Mikel Nieve         | Euskaltel-Euskadi       | + 9 min 58 s     |
| 11.º | Hubert Dupont       | AG2R La Mondiale        | + 11 min 56 s    |
| 12.º | Dario Cataldo       | Quick Step              | + 12 min 13 s    |
| 13.º | David Arroyo        | Movistar Team           | + 20 min 46 s    |
| 14.º | Christophe Le Mével | Garmin-Cervélo          | + 25 min 58 s    |
| 15.º | Johann Tschopp      | BMC Racing Team         | + 29 min 10 s    |
| 16.º | Matteo Carrara      | Vacansoleil-DCM         | + 30 min 58 s    |
| 17.º | Igor Antón          | Euskaltel-Euskadi       | + 31 min 29 s    |
| 18.º | Paolo Tiralongo     | Astana                  | + 32 min 11 s    |
| 19.º | Tiago Machado       | Team RadioShack         | + 33 min 49 s    |
| 20.º | Thomas Lövkvist     | Team Sky                | + 37 min 41 s    |

(DES) Descalificado por dar positivo en clembuterol

### Clasificación por puntos(Maglia rossa)
| Clasificación por puntos | Clasificación por puntos | Clasificación por puntos | Clasificación por puntos | Clasificación por puntos |
| Ciclista                 | Ciclista                 | Equipo                   | Puntos                   |                          |
| ------------------------ | ------------------------ | ------------------------ | ------------------------ | ------------------------ |
| 1.º                      | Alberto Contador         | Saxo Bank-Sungard        | DES                      |                          |
| 1.º                      | Michele Scarponi         | Lampre-ISD               | 122 pts                  |                          |
| 2.º                      | Vincenzo Nibali          | Liquigas-Cannondale      | 121 pts                  |                          |
| 3.º                      | José Rujano              | Androni Giocattoli-CIPI  | 107 pts                  |                          |
| 4.º                      | John Gadret              | AG2R La Mondiale         | 97 pts                   |                          |
| 5.º                      | Joaquim Rodríguez        | Katusha                  | 87 pts                   |                          |
| 6.º                      | Roman Kreuziger          | Astana                   | 85 pts                   |                          |
| 7.º                      | Stefano Garzelli         | Acqua & Sapone           | 81 pts                   |                          |
| 8.º                      | Roberto Ferrari          | Androni Giocattoli-CIPI  | 70 pts                   |                          |
| 9.º                      | Pablo Lastras            | Movistar Team            | 66 pts                   |                          |
| 10.º                     | Jan Bakelants            | Omega Pharma-Lotto       | 66 pts                   |                          |

### Clasificación de la montaña(Maglia Verde)
| Clasificación de la montaña | Clasificación de la montaña | Clasificación de la montaña | Clasificación de la montaña | Clasificación de la montaña |
| Ciclista                    | Ciclista                    | Equipo                      | Puntos                      |                             |
| --------------------------- | --------------------------- | --------------------------- | --------------------------- | --------------------------- |
| 1.º                         | Stefano Garzelli            | Acqua & Sapone              | 67 pts                      |                             |
| 2.º                         | Alberto Contador            | Saxo Bank-Sungard           | DES                         |                             |
| 2.º                         | José Rujano                 | Androni Giocattoli-CIPI     | 43 pts                      |                             |
| 3.º                         | Mikel Nieve                 | Euskaltel-Euskadi           | 39 pts                      |                             |
| 4.º                         | Gianluca Brambilla          | Colnago-CSF Inox            | 29 pts                      |                             |
| 5.º                         | Vasil Kiryienka             | Movistar Team               | 24 pts                      |                             |
| 6.º                         | Emanuele Sella              | Androni Giocattoli-CIPI     | 23 pts                      |                             |
| 7.º                         | Michele Scarponi            | Lampre-ISD                  | 23 pts                      |                             |
| 8.º                         | Vincenzo Nibali             | Liquigas-Cannondale         | 22 pts                      |                             |
| 9.º                         | Johnny Hoogerland           | Vacansoleil-DCM             | 21 pts                      |                             |
| 10.º                        | Jérôme Pineau               | Quick Step                  | 20 pts                      |                             |

### Clasificación de los jóvenes(Maglia Bianca)
| Clasificación del mejor joven | Clasificación del mejor joven | Clasificación del mejor joven | Clasificación del mejor joven | Clasificación del mejor joven |
| Ciclista                      | Ciclista                      | Equipo                        | Tiempo                        |                               |
| ----------------------------- | ----------------------------- | ----------------------------- | ----------------------------- | ----------------------------- |
| 1.º                           | Roman Kreuziger               | Astana                        | 84 h 16 min 42 s              |                               |
| 2.º                           | Steven Kruijswijk             | Rabobank                      | + 2 min 23 s                  |                               |
| 3.º                           | Peter Stetina                 | Garmin-Cervélo                | + 38 min 41 s                 |                               |
| 4.º                           | Jan Bakelants                 | Omega Pharma-Lotto            | + 43 min 39 s                 |                               |
| 5.º                           | Bart De Clercq                | Omega Pharma-Lotto            | + 52 min 57 s                 |                               |
| 6.º                           | Cayetano Sarmiento            | Acqua & Sapone                | + 1 h 06 min 01 s             |                               |
| 7.º                           | Danilo Wyss                   | BMC Racing Team               | + 1 h 07 min 16 s             |                               |
| 8.º                           | Diego Ulissi                  | Lampre-ISD                    | + 1 h 20 min 14 s             |                               |
| 9.º                           | Robert Kiserlovski            | Astana                        | + 1 h 22 min 10 s             |                               |
| 10.º                          | Kevin Seeldraeyers            | Quick Step                    | + 1 h 42 min 22 s             |                               |

### Clasificación de las metas volantes(Premio traguardi volanti)
| Clasificación de las metas volantes | Clasificación de las metas volantes | Clasificación de las metas volantes | Clasificación de las metas volantes | Clasificación de las metas volantes |
| Ciclista                            | Ciclista                            | Equipo                              | Puntos                              |                                     |
| ----------------------------------- | ----------------------------------- | ----------------------------------- | ----------------------------------- | ----------------------------------- |
| 1.º                                 | Jan Bakelants                       | Omega Pharma-Lotto                  | 26 pts                              |                                     |
| 2.º                                 | Pablo Lastras                       | Movistar Team                       | 13 pts                              |                                     |
| 3.º                                 | Sebastian Lang                      | Omega Pharma-Lotto                  | 10 pts                              |                                     |
| 4.º                                 | Stefano Garzelli                    | Acqua & Sapone                      | 8 pts                               |                                     |
| 5.º                                 | Bram Tankink                        | Rabobank                            | 8 pts                               |                                     |

### Clasificación por equipos por tiempos(Trofeo fast team)
| Clasificación por equipos | Clasificación por equipos | Clasificación por equipos | Clasificación por equipos |
| Equipo                    | Equipo                    | Tiempo                    |                           |
| ------------------------- | ------------------------- | ------------------------- | ------------------------- |
| 1.º                       | Astana                    | 252 h 44 min 52 s         |                           |
| 2.º                       | Movistar Team             | + 10 min 00 s             |                           |
| 3.º                       | Ag2r La Mondiale          | + 11 min 23 s             |                           |
| 4.º                       | Katusha                   | + 24 min 46 s             |                           |
| 5.º                       | Geox-TMC                  | + 38 min 41 s             |                           |

## Evolución de las clasificaciones
| Etapa                   |                          | Ganador _                    | Clasificación general                | Puntos                            | Montaña                             | Jóvenes           | Equipo _       |
| ----------------------- | ------------------------ | ---------------------------- | ------------------------------------ | --------------------------------- | ----------------------------------- | ----------------- | -------------- |
| 1.ª etapa               | contrarreloj por equipos | HTC-Highroad                 | Marco Pinotti                        | no otorgado                       | no otorgado                         | Bjorn Selander    | HTC-Highroad   |
| 2.ª etapa               | etapa llana              | Alessandro Petacchi          | Mark Cavendish                       | Alessandro Petacchi               | Sebastian Lang                      | Bjorn Selander    | HTC-Highroad   |
| 3.ª etapa               | etapa escarpada          | Ángel Vicioso                | David Millar                         | Alessandro Petacchi               | Gianluca Brambilla                  | Jan Bakelants     | Garmin-Cervélo |
| 4.ª etapa               | etapa escarpada          | etapa cancelada              | David Millar                         | Alessandro Petacchi               | Gianluca Brambilla                  | Jan Bakelants     | Garmin-Cervélo |
| 5.ª etapa               | etapa escarpada          | Pieter Weening               | Pieter Weening                       | Alessandro Petacchi               | Martin Kohler                       | Steven Kruijswijk | Movistar Team  |
| 6.ª etapa               | etapa escarpada          | Fran Ventoso                 | Pieter Weening                       | Alessandro Petacchi               | Martin Kohler                       | Steven Kruijswijk | Movistar Team  |
| 7.ª etapa               | etapa de montaña         | Bart De Clercq               | Pieter Weening                       | Alessandro Petacchi               | Bart De Clercq                      | Steven Kruijswijk | Movistar Team  |
| 8.ª etapa               | etapa llana              | Oscar Gatto                  | Pieter Weening                       | Alessandro Petacchi               | Bart De Clercq                      | Steven Kruijswijk | Movistar Team  |
| 9.ª etapa               | etapa de montaña         | José Rujano Alberto Contador | Kanstantsín Siutsou Alberto Contador | Alessandro Petacchi               | Filippo Savini                      | Roman Kreuziger   | Astana         |
| 10.ª etapa              | etapa llana              | Mark Cavendish               | Kanstantsín Siutsou Alberto Contador | Alessandro Petacchi               | Filippo Savini                      | Roman Kreuziger   | Astana         |
| 11.ª etapa              | etapa escarpada          | John Gadret                  | Kanstantsín Siutsou Alberto Contador | Alessandro Petacchi               | Filippo Savini                      | Roman Kreuziger   | Astana         |
| 12.ª etapa              | etapa llana              | Mark Cavendish               | Kanstantsín Siutsou Alberto Contador | Alessandro Petacchi               | Filippo Savini                      | Roman Kreuziger   | Astana         |
| 13.ª etapa              | etapa de montaña         | José Rujano                  | Vincenzo Nibali Alberto Contador     | Roberto Ferrari Alberto Contador  | José Rujano Alberto Contador        | Roman Kreuziger   | Astana         |
| 14.ª etapa              | etapa de montaña         | Igor Antón                   | Vincenzo Nibali Alberto Contador     | Michele Scarponi Alberto Contador | Gianluca Brambilla Alberto Contador | Roman Kreuziger   | Astana         |
| 15.ª etapa              | etapa de montaña         | Mikel Nieve                  | Michele Scarponi Alberto Contador    | Michele Scarponi Alberto Contador | Stefano Garzelli                    | Roman Kreuziger   | Astana         |
| 16.ª etapa              | cronoescalada            | Vincenzo Nibali              | Michele Scarponi Alberto Contador    | Michele Scarponi Alberto Contador | Stefano Garzelli                    | Roman Kreuziger   | Astana         |
| 17.ª etapa              | etapa escarpada          | Diego Ulissi                 | Michele Scarponi Alberto Contador    | Michele Scarponi Alberto Contador | Stefano Garzelli                    | Roman Kreuziger   | Astana         |
| 18.ª etapa              | etapa escarpada          | Eros Capecchi                | Michele Scarponi Alberto Contador    | Michele Scarponi Alberto Contador | Stefano Garzelli                    | Roman Kreuziger   | Astana         |
| 19.ª etapa              | etapa de montaña         | Paolo Tiralongo              | Michele Scarponi Alberto Contador    | Michele Scarponi Alberto Contador | Stefano Garzelli                    | Roman Kreuziger   | Astana         |
| 20.ª etapa              | etapa de montaña         | Vasil Kiryienka              | Michele Scarponi Alberto Contador    | Michele Scarponi Alberto Contador | Stefano Garzelli                    | Roman Kreuziger   | Astana         |
| 21.ª etapa              | contrarreloj individual  | David Millar                 | Michele Scarponi Alberto Contador    | Michele Scarponi Alberto Contador | Stefano Garzelli                    | Roman Kreuziger   | Astana         |
| Clasificaciones finales | Clasificaciones finales  |                              | Michele Scarponi                     | Michele Scarponi                  | Stefano Garzelli                    | Roman Kreuziger   | Astana         |

## Fallecimiento de Wouter Weylandt

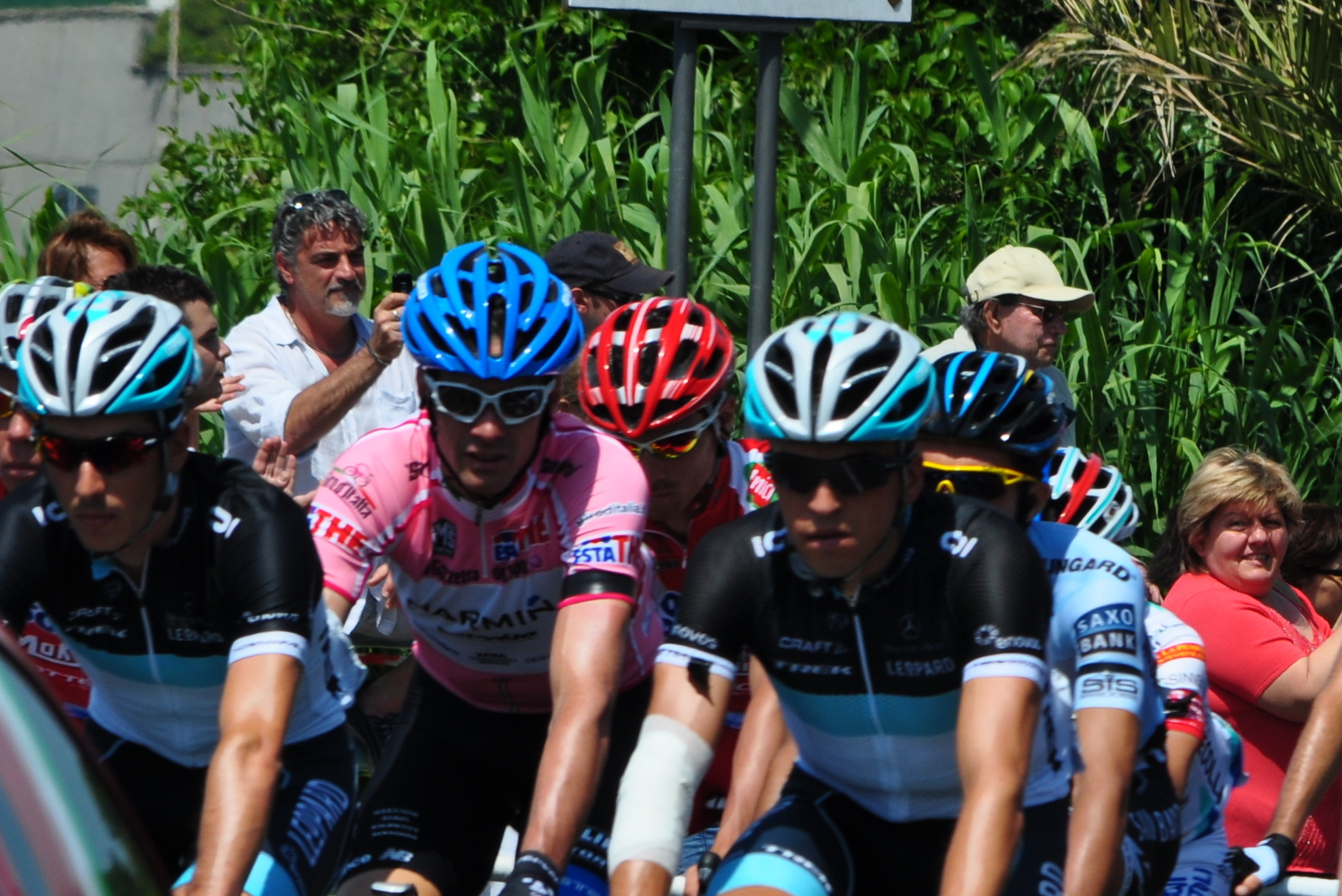
Pelotón neutralizado en el homenaje a Wouter Weylandt en la 4.ª etapa. En la imagen el líder David Millar junto con dos corredores del Leopard-Trek.

En la tercera etapa, entre Reggio Emilia y Rapallo, el corredor belga Wouter Weylandt, del equipo Leopard-Trek, sufrió una caída en el descenso del Passo del Bocco, necesitando RCP; no pudo superar sus graves lesiones en el cráneo y falleció como consecuencia de esta caída pocos minutos después. A pesar de que en un primer momento se comunicó que respiraba por sí solo.
Después de su muerte diversas informaciones afirmaron que Weylandt entró en el equipo del Giro en sustitución del lesionado Daniele Bennati hecho que no fue así ya que Wouter estaba en la preselección de su equipo entrando Brice Feillu en lugar de Daniele.
En la siguiente etapa, la cuarta, los participantes fueron en el pelotón durante toda la etapa, y en la llegada todos los corredores de su equipo, junto con su mejor amigo Tyler Farrar, entraron de la mano en recuerdo del ciclista belga.

## Supresión del Crostis
Un día antes de la disputa de la 14.ª etapa se anuló la subida y bajada del Crostis, penúltimo puerto de dicha etapa, a instancias de la UCI, por la peligrosidad del puerto (sobre todo por los tramos estrechos sin asfaltar una vez coronado el alto). Esto supuso el recorte de la etapa en 20 km, añadiéndose como alternativa el alto del Tualis de segunda categoría.

### Protestas en el Tualis y nuevo recorte de la etapa
Sin embargo, y ante las protestas de los tifosi, la etapa se tuvo que recortar 24,5 km más, evitando el paso por el alto del Tualis donde estaba previsto que los aficionados cortasen la carrera. Dicha decisión se tomó en pleno transcurso de la etapa minutos antes de pasar por ahí para evitar el traslado de las protestas a otro lugar. Así los corredores tomaron directamente dirección Ovaro para ascender al Monte Zoncolan.

## Castigo a Visconti en la etapa 17
En la etapa 17, con final en Tirano, Giovanni Visconti fue el primero en cruzar la línea de meta pero había desplazado ilegalmente a Diego Ulissi y en consecuencia, al español Pablo Lastras, circunstancia por la que fue desclasificado. Estos tres iban escapados del resto del grupo, por lo que se acordó relegar a Visconti a la tercera posición.

## Himno incorrecto en Milán
El ganador del Giro, Alberto Contador, no escuchó el himno español actual (sin letra), sino la versión con letra de José María Pemán de 1928.
No es la primera vez que a Alberto le ocurre tal situación de sonarle un himno incorrecto para homenajear su victoria, ya que en el Tour de Francia 2009 le sonó el himno danés.

## Alberto Contador y el Caso Contador
A pesar de que Alberto Contador no diese positivo en esta carrera ni en las anteriores durante el año, el 6 de febrero de 2012 la UCI, a instancias del TAS, decidió anular todos los resultados del ciclista español durante el 2011 debido a su positivo por clembuterol en el Tour de Francia 2010.
Por lo tanto oficialmente Contador fue desclasificado de la ronda italiana con la indicación "0 DSQ" (descalificado) aunque indicando el tiempo y puntos de las clasificaciones parciales y finales. En la que había ganado la 9.ª y 16.ª etapas; segundo en la 8.ª, 13.ª, 14.ª y 19.ª etapas; tercero en la 15.ª y 21.ª etapa y quinto en la 11.ª etapa como resultados parciales más destacados; además, en las clasificaciones finales fue ganador de la general y en la de por puntos y segundo en la de la montaña como resultados finales más destacados. Todos sus resultados parciales fueron anulados y su puesto quedó vacante excepto en los que salió victorioso en el que el segundo cogió su puesto quedándose el segundo vacante; y en la de la clasificación general diaria y final que en ese caso su exclusión supuso que los corredores que quedaron por detrás de él (hasta el 21º) subiesen un puesto en la clasificación, quedando vacante la vigésimo primera posición. Teniendo su participación solo incidencia en la clasificación por equipos como suele ser habitual en estos casos de expulsión de corredores.
Esta sanción no tuvo incidencia en el UCI World Ranking debido a que la temporada ya había finalizado cuando se decidió la sanción, sin embargo la UCI anunció que estudiaría la descalificación del Team Saxo Bank como equipo de categoría UCI ProTour ya que Alberto reunía el 68% de los puntos con el que equipo logró estar en dicha categoría en el 2012.